# ダリル・ジョージ
ダリル・ロイ・ジョージ（Darryl Roy George、1993年3月14日 - ）は、オーストラリア・ビクトリア州メルボルンカールトン出身のプロ野球選手（内野手）。右投右打。NPBでは育成選手であった。

## 経歴
2010年5月25日、MLBのタンパベイ・レイズとアマチュアフリーエージェント契約。レイズ傘下のガルフ・コーストリーグ・レイズ（2011年、ルーキーリーグ）、アパラチアンリーグのプリンストン・レイズ（2012年、ルーキーリーグ・アドバンスド）、 ニューヨーク・ペンリーグのハドソンバレー・レネゲーズ（2013年、ショートシーズンA）、サウス・アトランティックリーグのボーリンググリーン・ホットロッズ（2014年、クラスA）でプレーした。2013年にはニューヨーク・ペンリーグのオールスターに選出され、ハドソンバレーのチームMVPになっている。
2015年、BCリーグの新潟アルビレックス・ベースボール・クラブに入団、2016年まで主に三塁手・遊撃手としてプレーした。2016年11月28日、NPBのオリックス・バファローズと育成選手として契約した。年俸300万円（推定）、背番号は120と決まった。2017年10月31日、NPBより自由契約公示された。
これらと平行して2011年からオーストラリアン・ベースボールリーグ (ABL) のメルボルン・エイシズでもプレーを続けている。2016年にはハーレムベースボールウィーク オーストラリア代表に選出されている。
2019年、プレミア12のオーストラリア代表に選手された。

## 選手としての特徴
守備位置は、オーストラリアン・ベースボールリーグでは三塁手登録、マイナーリーグでは一塁手登録、この他には二塁・遊撃などにも就いている。

## 詳細情報

### 年度別打撃成績
- 一軍公式戦出場なし

### WBSCプレミア12での打撃成績
| 年 度 | 代 表          | 試 合 | 打 席 | 打 数 | 得 点 | 安 打 | 二 塁 打 | 三 塁 打 | 本 塁 打 | 塁 打 | 打 点 | 盗 塁 | 盗 塁 死 | 犠 打 | 犠 飛 | 四 球 | 敬 遠 | 死 球 | 三 振 | 併 殺 打 | 打 率 | 出 塁 率 | 長 打 率 |
| ----- | -------------- | ----- | ----- | ----- | ----- | ----- | -------- | -------- | -------- | ----- | ----- | ----- | -------- | ----- | ----- | ----- | ----- | ----- | ----- | -------- | ----- | -------- | -------- |
| 2019  | オーストラリア | 6     | 19    | 18    | 1     | 3     | 1        | 0        | 0        | 4     | 0     | 0     | 0        | 0     | 0     | 1     | 0     | 0     | 5     | 0        | .167  | .211     | .222     |

### WBCでの打撃成績
| 年 度 | 代 表          | 試 合 | 打 席 | 打 数 | 得 点 | 安 打 | 二 塁 打 | 三 塁 打 | 本 塁 打 | 塁 打 | 打 点 | 盗 塁 | 盗 塁 死 | 犠 打 | 犠 飛 | 四 球 | 敬 遠 | 死 球 | 三 振 | 併 殺 打 | 打 率 | 出 塁 率 | 長 打 率 |
| ----- | -------------- | ----- | ----- | ----- | ----- | ----- | -------- | -------- | -------- | ----- | ----- | ----- | -------- | ----- | ----- | ----- | ----- | ----- | ----- | -------- | ----- | -------- | -------- |
| 2023  | オーストラリア | 5     | 21    | 17    | 5     | 3     | 1        | 0        | 0        | 4     | 2     | 0     | 0        | 0     | 0     | 2     | 0     | 2     | 4     | 1        | .176  | .333     | .235     |

### 独立リーグでの打撃成績
出典はリーグウェブサイトの過去の各年個人成績。
| 年 度     | 球 団     | 試 合 | 打 席 | 打 数 | 得 点 | 安 打 | 二 塁 打 | 三 塁 打 | 本 塁 打 | 塁 打 | 打 点 | 盗 塁 | 盗 塁 死 | 犠 打 | 犠 飛 | 四 球 | 敬 遠 | 死 球 | 三 振 | 併 殺 打 | 打 率 | 出 塁 率 | 長 打 率 | O P S |
| --------- | --------- | ----- | ----- | ----- | ----- | ----- | -------- | -------- | -------- | ----- | ----- | ----- | -------- | ----- | ----- | ----- | ----- | ----- | ----- | -------- | ----- | -------- | -------- | ----- |
| 2015      | 新潟      | 23    | -     | 91    | 23    | 31    | 4        | 0        | 4        | 47    | 15    | 3     | -        | 0     | 0     | 5     | -     | 4     | 14    | 1        | .341  | .400     | .516     | .916  |
| 2016      | 新潟      | 63    | -     | 228   | 49    | 75    | 19       | 3        | 9        | 127   | 57    | 18    | -        | 0     | 2     | 41    | -     | 1     | 31    | 7        | .329  | .430     | .557     | .987  |
| 通算：2年 | 通算：2年 | 86    | -     | 319   | 72    | 106   | 23       | 3        | 13       | 174   | 72    | 21    | -        | 0     | 2     | 46    | -     | 5     | 45    | 8        | .332  | .422     | .545     | .967  |

### 背番号
- 14 （2015年 - 2016年）
- 120 （2017年）

### 代表歴
- 2019 WBSCプレミア12 オーストラリア代表
- 2023 ワールド・ベースボール・クラシック・オーストラリア代表
- 2024 WBSCプレミア12 オーストラリア代表